# Aphis platylobii
Aphis platylobii är en insektsart. Aphis platylobii ingår i släktet Aphis och familjen långrörsbladlöss. Inga underarter finns listade i Catalogue of Life.